# Liste der Bischöfe von Limburg

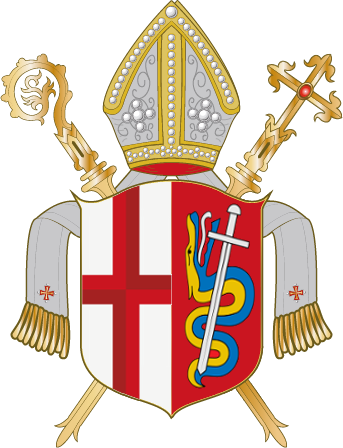
Wappen des Bistums Limburg

## Bischöfe
Die folgenden Personen waren bzw. sind Bischöfe von Limburg
| Nr. | Bischof                                      | von  | bis  | Beschreibung | Darstellung | Wappen |
| --- | -------------------------------------------- | ---- | ---- | --- | ----------- | ------ |
| 01  | Jakob Brand                                  | 1827 | 1833 | * 28. Juni 1776 in Mespelbrunn, am 6. Juli 1802 in Mainz zum Priester geweiht, am 21. Mai 1827 zum Bischof gewählt, konsekriert am 21. Oktober 1827, † 26. Oktober 1833 |             |        |
| 02  | Johann Wilhelm Bausch                        | 1834 | 1840 | * 17. März 1774 in Steinbach, am 15. April 1797 in Trier zum Priester geweiht, ab 1827 Priester im Bistum Limburg, am 8. Januar 1834 zum Bischof gewählt, am 30. September 1834 von Papst Gregor XVI. bestätigt, konsekriert am 15. Januar 1835, † 9. April 1840 |             |        |
| 03  | Peter Joseph Blum                            | 1842 | 1884 | * 18. April 1808 in Geisenheim, am 28. März 1832 zum Priester geweiht, am 20. Januar 1842 zum Bischof von Limburg gewählt, am 23. Mai 1842 von Papst Gregor XVI. bestätigt, konsekriert am 2. Oktober 1842, † 30. Dezember 1884 |             |        |
| 04  | Christian Roos                               | 1885 | 1886 | * 28. April 1826 in Kamp, am 22. August 1853 zum Priester geweiht, am 19. Februar 1885 zum Bischof von Limburg gewählt, am 27. März 1885 von Papst Leo XIII. bestätigt, konsekriert 17. Mai 1885, am 2. Juni 1886 zum Erzbischof von Freiburg gewählt, am 27. Juli 1886 vom Papst bestätigt, installiert am 21. September 1886, † 22. Oktober 1896                                                                    |             |        |
| 05  | Karl Klein                                   | 1886 | 1898 | * 11. Januar 1819 in Frankfurt am Main, am 4. November 1841 zum Priester geweiht, am 25. September 1886 von Papst Leo XIII. zum Bischof von Limburg ernannt, konsekriert 4. November 1886, † 6. Februar 1898 |             |        |
| 06  | Dominikus Martin Carl Willi, OCist           | 1898 | 1913 | * 20. April 1844 in Domat/Ems, (Schweiz), am 13. November 1865 Eintritt in den Zisterzienser-Orden, am 2. Juni 1867 zum Ordenspriester geweiht, am 8. Dezember 1889 wurde Dominikus Willi zum 47. Abt von Marienstatt ernannt und am 15. Juni 1898 zum Bischof von Limburg gewählt, am 22. Juli 1898 von Papst Leo XIII. bestätigt, konsekriert am 8. September 1898, † 6. Januar 1913                                |             |        |
| 07  | Augustinus Kilian                            | 1913 | 1930 | * 1. November 1856 in Eltville, am 29. Juni 1881 zum Priester geweiht, am 22. Januar 1913 zum Bischof von Limburg gewählt, am 4. Juni 1913 von Papst Pius X. bestätigt, konsekriert am 8. September 1913, † 30. Oktober 1930 |             |        |
| 08  | Antonius Hilfrich                            | 1930 | 1947 | * 3. Oktober 1873 in Lindenholzhausen, am 28. Oktober 1898 zum Priester geweiht, am 31. März 1930 zum Weihbischof in Limburg und Titularbischof von Sebastopolis in Armenia ernannt, konsekriert am 5. Juni 1930, am 30. Oktober 1930 Bischof von Limburg, † 5. Februar 1947 |             |        |
| 09  | Ferdinand Dirichs                            | 1947 | 1948 | * 24. November 1894 in Frankfurt am Main, am 23. Dezember 1922 zum Priester geweiht, am 24. September 1947 zum Bischof von Limburg ernannt, konsekriert 21. November 1947, tödlich verunglückt auf der Autobahn bei Idstein/Ts. nach einem Besuch bei Bischof Albert Stohr in Mainz, † 27. Dezember 1948 |             |        |
| 10  | Wilhelm Kempf                                | 1949 | 1981 | * 10. August 1906 in Wiesbaden, am 8. Dezember 1932 zum Priester geweiht, am 3. Mai 1949 zum Bischof von Limburg ernannt, am 28. Mai 1949 von Papst Pius XII. bestätigt, konsekriert am 25. Juli 1949, emeritiert am 10. August 1981, † 9. Oktober 1982 |             |        |
| 11  | Franz Kamphaus                               | 1982 | 2007 | * 2. Februar 1932 in Lüdinghausen, am 21. Februar 1959 zum Priester in Münster geweiht, am 3. Mai 1982 zum Bischof von Limburg ernannt, Bischofsweihe am 13. Juni 1982, emeritiert am 2. Februar 2007, † 28. Oktober 2024 |             |        |
| 12  | Franz-Peter Tebartz-van Elst                 | 2008 | 2014 | * 20. November 1959 in Kevelaer-Twisteden, am 26. Mai 1985 in Münster zum Priester geweiht, am 14. November 2003 zum Weihbischof in Münster und zum Titularbischof von Girus Tarasii ernannt, Bischofsweihe am 18. Januar 2004, am 28. November 2007 zum Bischof von Limburg ernannt, Einführung am 20. Januar 2008, Angebot des Amtsverzichts vom 20. Oktober 2013 am 26. März 2014 von Papst Franziskus angenommen. |             |        |
|     | Manfred Grothe (Apostolischer Administrator) | 2014 | 2016 | * 4. April 1939 in Warburg, wurde im Zuge des Rücktritts von Franz-Peter Tebartz-van Elst am 26. März 2014 vom Papst zum Apostolischen Administrator ernannt. Er leitete das Bistum bis zum Amtsantritt von Georg Bätzing am 18. September 2016. |             |        |
| 13  | Georg Bätzing                                | 2016 |      | * 13. April 1961 in Kirchen, am 17. Juli 1987 in Trier zum Priester geweiht, 2012 Generalvikar des Bistums Trier, am 1. Juli 2016 zum Bischof von Limburg ernannt, Bischofsweihe am 18. September 2016. Am 3. März 2020 wurde er zum Vorsitzenden der Deutschen Bischofskonferenz gewählt. |             |        |

## Weihbischöfe
Die folgenden Personen sind/waren Weihbischöfe im Bistum Limburg:
| Nr. | Bischof         | von  | bis  | Beschreibung | Darstellung | Wappen |
| --- | --------------- | ---- | ---- | --- | ----------- | ------ |
| 01  | Walther Kampe   | 1952 | 1984 | * 31. Mai 1909 in Wiesbaden, am 8. Dezember 1934 zum Priester geweiht, am 20. Juni 1952 zum Weihbischof in Limburg und Titularbischof von Bassiana ernannt, konsekriert am 7. September 1952, emeritiert am 31. Mai 1984, † 22. April 1998 |             |        |
| 02  | Gerhard Pieschl | 1977 | 2009 | * 23. Januar 1934 in Mährisch Trübau, am 8. Dezember 1961 zum Priester geweiht, am 24. August 1977 zum Weihbischof in Limburg und Titularbischof von Misenum ernannt, Bischofsweihe am 23. Oktober 1977, emeritiert am 15. Juni 2009       |             |        |
| 03  | Thomas Löhr     | 2009 |      | * 29. Februar 1952 in Frankfurt am Main, am 10. Oktober 1976 zum Priester geweiht, am 15. Juni 2009 zum Weihbischof in Limburg und Titularbischof von Diana ernannt, Bischofsweihe am 30. Oktober 2009                                     |             |        |